# Пузиково (Глобинский район)
Пузиково (укр. Пузикове) — село,
Пузиковский сельский совет,
Глобинский район,
Полтавская область,
Украина.
Код КОАТУУ — 5320687501. Население по переписи 2001 года составляло 696 человек.
Село указано на подробной карте Российской Империи и близлежащих заграничных владений 1816 года.
после 1945 присоединены Куропятники (Куропятников)
Является административным центром Пузиковского сельского совета, в который, кроме того, входит село
Махновка.

## Географическое положение
Село Пузиково находится в 1,5 км от левого берега реки Омельник,
на расстоянии в 0,5 км расположено село Махновка.
По селу протекает пересыхающий ручей с запрудой.

## Экономика
- Молочно-товарная ферма.
- ООО АФ «Пузиково Агро».
- ООО АФ «Пузиково».

## Объекты социальной сферы
- Школа.
- Дом культуры.